# Valle del Timna

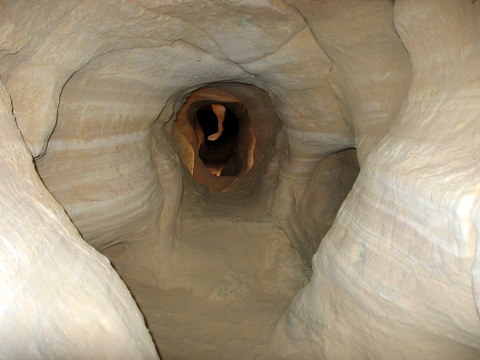
Miniera di rame databile al Calcolitico nella valle del Timna.

La valle del Timna è una regione di alto valore archeologico, situata nel deserto del Negev, in Israele, a 30 km a nord di Eilat. Vi si trovano delle miniere di rame che furono sfruttate quasi continuativamente dal VI millennio a.C. al Medioevo.
Negli anni trenta, quest'area fu associata alle leggendarie miniere di re Salomone - benché attualmente gli stessi archeologi israeliani, anche supponendo storica la figura di Salomone, considerino il suo regno di dimensioni molto più limitate e non comprendenti territori così a sud di Gerusalemme -, mentre datazioni più recenti indicano che il sito era frequentato ancora più anticamente. La miniera più antica risalirebbe al Calcolitico, mentre le dinastie egizie XVIII e XIX sfruttarono l'area estensivamente, in collaborazione con le tribù della regione.
Una grande porzione della valle è oggi inclusa nel parco nazionale della Valle del Timna.
Nel luglio 2011 il governo israeliano ha approvato la costruzione di un aeroporto internazionale nella valle.

## Storia

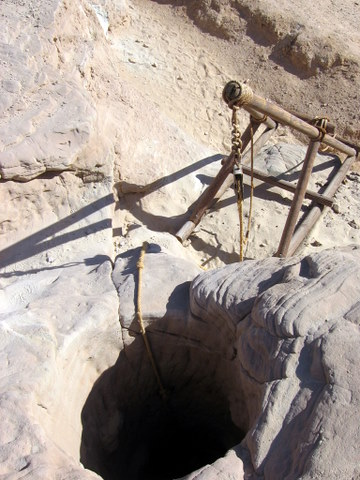
Ingresso di una miniera.

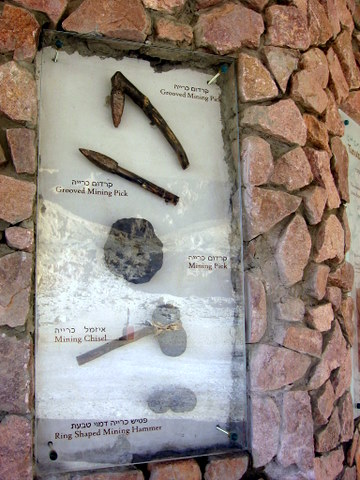
Utensili usati nelle attività estrattive.

### Miniere di rame
L'attività mineraria nella regione data al V o VI millennio a.C.. Da indagini archeologiche condotte da Erez Ben-Yosef, dell'Università di Tel Aviv, si è stabilito che le miniere di rame della valle del Timna erano incluse nel regno di Edom ed erano sfruttate nel X secolo a.C. dagli Edomiti, descritti nella Bibbia come nemici degli Israeliti. Secondo Ben-Yosef quindi, le miniere datano al periodo di re Salomone. In seguito, gli Israeliti ed i Nabatei sfruttarono i giacimenti anche durante il periodo romano (secoli I e II d.C.). Furono poi gli Omayyadi, dopo la conquista araba nel VII secolo, a estrarre rame dalla valle, fino a quando la quantità del metallo nel giacimento diminuì.
Il rame estratto era usato come ornamento, ma soprattutto per costruire seghe utilizzate per il taglio della pietra in combinazione con la sabbia.

## Riserva naturale
Nel 2002 10.378 acri nella valle sono stati dichiarati riserva naturale e ogni attività mineraria è stata sospesa nell'area della riserva.
 
Nella riserva sono presenti gazzelle e ibex.

## Resti archeologici

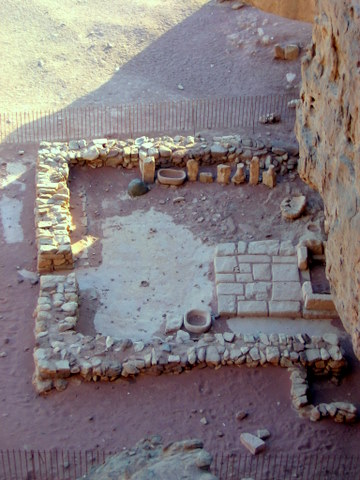
Altare egizio di Hathor.

### Altare di Hator
L'archeologo Beno Rothenberg ha rinvenuto un piccolo tempio egizio dedicato ad Hathor, la dea egizia delle miniere, alla base dei Pilastri di Salomone.  Il tempio era stato costruito durante il regno del faraone Seti I, verso la fine del XIV secolo a.C.. La struttura è stata rovinata da un terremoto, per poi essere ricostruita sotto il regno del faraone Ramsete II nel XIII secolo a.C., con un cortile più ampio e mura più elaborate. Le dimensioni dell'altare originario erano di 15 metri per 15 ed era ricoperto da arenaria bianca reperita nelle vicinanze.
Il tempio ha restituito un buon numero di geroglifici, sculture, gioielli e numerosi altri artefatti che hanno fornito agli archeologi importanti informazioni sul sito. Quando gli Egizi abbandonarono l'area nel XII secolo a.C., i Midianiti continuarono ad usare il tempio. Essi cancellarono le tracce del culto egizio, rimuovendo le effigi di Hator e i geroglifici, per poi costruire una linea di steli e panche ai due lati dell'ingresso. Il tempio divenne un altare coperto da tende nel deserto e riempito da vasellame midianita e gioielli.

### Scavi
Aree di lavorazione del rame sono state scavate a Timna e le campagne più recenti datano al 2009, quando un team condotto da Erez Ben-Yosef si è concentrato sul Sito 30, un centro di fusione del rame. Questo sito era già stato oggetto di indagini da parte di Rothenberg, che l'aveva datato alla tarda Età del bronzo  (XIV-XII secolo a.C.), basandosi sui rinvenimenti all'altare di Hathor. La datazione del sito è calcolata più precisamente con la tecnica del radiocarbonio su resti organici e con metodologie di archeomagnetismo sulle scorie, spostandone la frequentazione all'Età del ferro (XI-IX secolo a.C.). Questa differenza di date attesta anche l'occupazione dell'area durante l'epoca del regno di Israele, anche se non sotto dominio dello stesso regno di Israele, in quanto "nessun archeologo serio oggi pensa che se anche fosse esistito re Salomone, il suo dominio arrivasse fino a Timna nel sud.".
Nel 2012 il Central Timna Valley project ha ripreso le indagini sulla base delle campagne di scavo precedenti. Le ricerche mirano a chiarire la presenza nell'area durante il Bronzo tardo e l'Età del ferro. Al centro delle ricerche, la storia delle tecniche di produzione di rame, l'introduzione del ferro e l'impatto di questi metalli nelle società del deserto fra il XIII e il IX secolo a.C.. Nel 2013 le indagini si sono spostate sul sito 34, "Giv‘at Ha‘avadim" ("Collina degli schiavi"), uno dei campi di lavorazione del rame più estesi della valle del Timna.